# 1-Cloropentà
L'1-cloropentà, també anomenat clorur de pentil i clorur d'amil, és un compost orgànic de fórmula molecular C5H11Cl. És un haloalcà lineal de cinc carbonis amb un àtom de clor unit a un dels carbonis terminals.

## Propietats

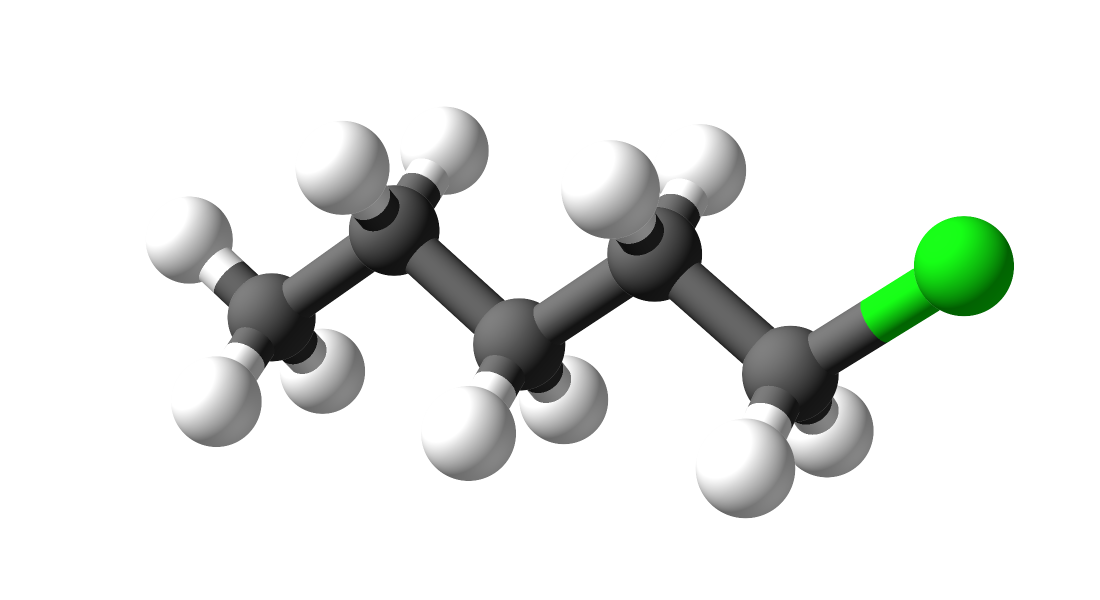
1-Cloropentà

A temperatura ambient, l'1-cloropentà és un líquid incolor o groc pàl·lid d'olor dolça. La massa molecular d’aquest compost és de 106,59 g/mol. La seva densitat és de 0,882 g/cm³, és a dir, inferior a la de l’aigua i en estat gasós és 3,67 vegades més dens que l'aire. El seu punt de fusió és de –99 °C (174 K) mentre que el seu punt d’ebullició és de 108 °C (381 K). La seva viscositat a 20 °C és de 0,59 cP, inferior a la de l'aigua i similar a la del benzè. És més soluble en dissolvents apolars com són el benzè, el tetraclorur de carboni i cloroform que en dissolvents polars. La seva solubilitat en aigua és de només de 197 mg/L.
Quant a la seva reactivitat, l'1-cloropentà és incompatible amb agents oxidants forts així com amb bases fortes.

## Preparació
L'1-cloropentà s'obté per reacció del pentan-1-ol amb àcid clorhídric en presència de clorur de zinc anhidre. En comptes de clorur de zinc pot usar-se clorur de tionil en piridina, elevant lentament la temperatura dels reactius des de –10 °C a 104 °C.
Així mateix, pot sintetitzar-se 1-cloropentà per l'acció de clorur de trimetilsilil (TMSCl) sobre pentan-1-ol en presència d'un catalitzador, que pot ser diòxid de seleni {\displaystyle {\ce {SeO2}}} o dimetilsulfòxid (DMSO). En aquest últim cas el rendiment aconsegueix el 97 %. Una altra via de preparació és fent reaccionar el pentan-1-ol amb clorur de sodi en una dissolució de fluorur d'hidrogen/piridina aquesta mescla s'agita durant 1 hora, es desactiva afegint aigua amb gel i el conjunt s'extreu amb el dietilèter, sent el rendiment del 89 %. També es pot obtenir amb el tractament del pentan-1-ol amb diclorur de dialquil de seleni a 80 °C durant 7 hores, però a canvi dels dos anteriors amb aquesta via tan sols s'obté un 35% de rendiment.

## Usos
L'1-cloropentà és un intermediari químic usat en la producció d'alcans per reacció amb dialquilcuprats de liti o en reaccions d'acoblament amb compostos d'alquil de bor promogudes per complexos de pal·ladi i níquel. També s'utilitza en la producció d'hexanonitril en reaccionar amb cianur de sodi. Altres usos són en la preparació d'alquil fosfonats per reacció en alquilacions amb l'alquinil de calci.

## Toxicitat
L'1-cloropentà és una substància irritant, tòxica que si s'ingereix o inhala provoca irritació a la pell i als ulls. És un compost combustible que té el seu punt d'inflamabilitat a 12 °C (285 K) i en cremar pot desprendre fums tòxics contenint clorur d'hidrogen i monòxid de carboni.